# 1250 René-Lévesque
1250 René-Lévesque ist ein Wolkenkratzer in Montreal, Kanada. Er wurde 1992 fertiggestellt und ist mit einer Höhe von 199 Metern das zweithöchste Gebäude der Stadt (mit Antenne 230 Meter). Der Wolkenkratzer im postmodernen Stil befindet sich im zentralen Arrondissement Ville-Marie am Boulevard René-Lévesque und trägt die Hausnummer 1250, daher sein Name. Zusammen mit anderen hohen Gebäuden in der Umgebung prägt er wesentlich die Skyline der Stadt.

## Beschreibung
Das Design von 1250 René-Lévesque stammt vom Architekturbüro Kohn Pedersen Fox und weist Ähnlichkeiten mit dem Hochhaus Westendstraße 1 in Frankfurt am Main auf. Der Wolkenkratzer besitzt einen ausgeprägt rechteckigen Grundriss und ist in der Nord-Süd-Achse in die Länge gezogen. Besonders hervorgehoben werden die östliche und die westliche Fassade. Einem Wohngebiet zugewandt ist die modernistische westliche Fassade, mit granitverkleideten Wänden und viereckigen Fenstern. Zurückversetzte Geschosse geben den Anschein mehrerer überlagerter Platten. Im Gegensatz dazu wird die dem Geschäftszentrum zugewandte postmoderne Ostfassade von einer nach außen gewölbten Vorhangfassade dominiert, die über die südliche Ecke reicht. Dadurch entsteht der Eindruck einer senkrechten „Flosse“, welche die Leichtigkeit des Bauwerks hervorhebt. Die schmale Nordfassade umfasst ein vierstöckiges Atrium mit einem Wintergarten sowie einen Food-Court im Mezzanin. 1250 René-Lévesque ist mit der Montrealer Untergrundstadt und über diese mit der U-Bahn-Station Bonaventure verbunden.